# Phyllophaga delata
Phyllophaga delata är en skalbaggsart som beskrevs av Horn 1887. Phyllophaga delata ingår i släktet Phyllophaga och familjen Melolonthidae. Inga underarter finns listade i Catalogue of Life.